# Khoshuud
| Mongolische Bezeichnung            | Mongolische Bezeichnung                           |
| ---------------------------------- | ------------------------------------------------- |
| Mongolische Schrift:               | ᠬᠣᠱᠤᠳ                                             |
| Transliteration:                   | Qošut                                             |
| Offizielle Transkription der VRCh: | Hošut                                             |
| Kyrillische Schrift:               | Хошууд                                            |
| ISO-Transliteration:               | Hošuud                                            |
| Transkription:                     | Choschuud                                         |
| Andere Schreibweisen:              | Khoshuud, Choschuten, Khoschod, Qoshoten, Quxoten |
| Chinesische Bezeichnung            |                                                   |
| Traditionell:                      | 和碩特                                            |
| Vereinfacht:                       | 和硕特                                            |
| Pinyin:                            | Héshuòtè                                          |
| Wade-Giles:                        | Ho-shuo-t’ê                                       |

Die Khoshuud oder Choschuten (mongolisch: Хошууд/Choschuud) sind eine der vier Hauptstämme der westmongolischen Oiraten. Die Fürsten der Khoshuud sind Nachkommen von Dschingis Khans drittjüngstem Bruder, Khabutu Khasar († nach 1218).

## Geschichte
Das Hauptsiedlungsgebiet der Khoshuud lag im Bereich des Ordos-Plateau in der südlichen Inneren Mongolei/Gansu-Korridor bis Nordosttibet (Amdo), verlagerte sich aber im Verlauf des 17. Jahrhunderts immer mehr nach Innertibet hinein.
Berühmtester Vertreter der Khoshuud ist der Fürst Gushri Khan (1607(?)–1655), der den Gelugpa unter dem 5. Dalai Lama Ngawang Lobsang Gyatso dazu verhalf, sich gegen konkurrierende Orden (insbesondere die Karmapa) durchzusetzen und seine weltliche Macht über Zentraltibet hinaus auszudehnen – es entstand das Choschuten-Khanat.
Gushri Khans Nachkommen betrachten sich zwar weiterhin als „Könige von Tibet“, ließen dem 5. Dalai Lama und seinem Regenten in der tibetischen Politik überwiegend freie Hand. Dennoch trugen weder der fünfte noch die darauffolgenden Dalai Lamas jemals den Titel König, wie aber der im 20. Jahrhundert im Westen aufgekommene Begriff «Lama-Königreich» zuweilen Glauben macht.
Hegemonialbestrebungen unter den verschiedenen Oiratenfürsten, deren kriegerische Auswirkungen auch Zentraltibet zu spüren bekam (insbesondere zu Zeiten Lhabzang Khan), drohten die Einheit der Khoshuud zu zerbrechen. Auch das Dsungarische Khanat versuchte seinen Einfluss auf Tibet auszudehnen.
Lobsang Tendzin, ein Enkel Gushri Khans, versuchte daher von Neuem, die Stämme zu einigen. Da er allerdings dabei den imperialistischen Traum Gushri Khans – die Wiedererrichtung eines Groß-Khanats – im Blick hatte, geriet er zwangsläufig mit der bereits bestehenden imperialen Macht in Konflikt, dem mandschu-chinesischen Großreich. Als er 1723 mit seinen Truppen in offener Rebellion dessen Vormachtstellung in Frage stellte, schlug der Kaiserhof mit aller Härte zurück. Damit endete die bedeutende politische Rolle der Khoshuud, die sie fast zwei Jahrhunderte lang die Macht in Tibet in Händen halten ließ.
Eine große Zahl tibetischer Klöster in Amdo, die Lobsang Tendzins Rebellion unterstützt hatten, wurden von den kaiserlichen Truppen ebenfalls zerstört – später jedoch wurde deren Wiederaufbau mit staatlichen Mitteln bezuschusst. Damit begann eine sehr enge Anbindung der bedeutendsten Lamas in Amdo an das Kaiserhaus, was den Niedergang des Khoshuud-mongolischen Einflusses in Nordosttibet beschleunigte.
Heute finden sich mongolische Gruppen in Qinghai nur noch im Tsaidambecken und einige wenige südlich des Rongwo-Tals im autonomen Kreis Henan. Insbesondere letztere sind schon sehr stark tibetisiert – viele von ihnen sprechen kein Mongolisch mehr.
1709 suchte der Fürst dieser Khoshuud-Stämme in Henan den aus Amdo stammenden einflussreichen tibetischen Lama Ngawang Tsöndrü in Drepung bei Lhasa auf und bat ihn, in die Heimat zurückzukehren und dort mit seiner finanziellen Unterstützung ein Kloster zu errichten. Damit trug er wesentlich zur Gründung und späteren Entwicklung des Großklosters Labrang Tashi Chil bei, das zur bedeutendsten Gelugpa-Klosteruniversität außerhalb Zentraltibets werden sollte.

## Khoshuud-Fürsten in Tibet
- Gushri Khan 1634–1655
- Dayan Otschir Khan 1656–1668
- Dalai Khan 1668–1697
- Tendzin Wangchug Khan
- Lhabzang Khan 1700–1717
- Lobsang Tendzin ?–1723